# زخرط شبكي
الزخرط الشبكي أو الغاجية الشبكية  أو الذُّبَحُ الشبكي أو زعيمان أو زعيطمان (باللاتينية: Gagea reticulata) نوع نباتي يتبع جنس الزخرط من الفصيلة الزنبقية.

## الموطن والانتشار
النبات واطن في معظم مناطق الوطن العربي من المغرب العربي إلى مصر وبلاد الشام والعراق والجزيرة العربية إضافة إلى تركيا والقوقاز وآسيا الوسطى وبعض مناطق شرق أوروبا.